# Zálezly (Velemyšleves)
Zálezly (německy Salesel) jsou malá vesnice, část obce Velemyšleves v okrese Louny. Nachází se asi 1,5 km na severozápad od Velemyšlevsi. Protéká jí říčka Chomutovka. V roce 2009 zde bylo evidováno 21 adres. V roce 2011 zde trvale žilo 37 obyvatel.
Zálezly je také název katastrálního území o rozloze 3,63 km2.

## Historie
Díky poloze na Chomutovce bylo území Zálezel osídleno již v pravěku. Keramické nádoby z doby knovízské a halštatské kultury se v obci nalezly počátkem 20. století. Jižně od vsi se koncem 19. století nalezly bronzové jehlice a náramky, pocházející z keltského pohřebiště. Dnes jsou uloženy v Přírodovědném muzeu ve Vídni. První písemná zmínka o vsi pochází z roku 1341. Ve tvaru „Salezil“ se objevují na listině, v níž Jan Lucemburský potvrzuje klášteru v Oseku jeho nemovitou držbu. Dva roky nato vysadil emfyteutickým právem vesnici cisterciácký opat Konrád. To v případě Zálezel znamenalo, že jádro vesnice bylo přeloženo na levý břeh Chomutovky a dostalo pravidelný urbanistický charakter s centrálním prostorem návsi. Pravobřežní jižní osídlení však zůstalo zachováno. Je pravděpodobné, že největší statky se rozkládaly právě zde. Při lokaci v roce 1343 bylo pro poddanskou půdu vyčleněno 13 lánů a 23 měřic, tj. 233 hektarů.

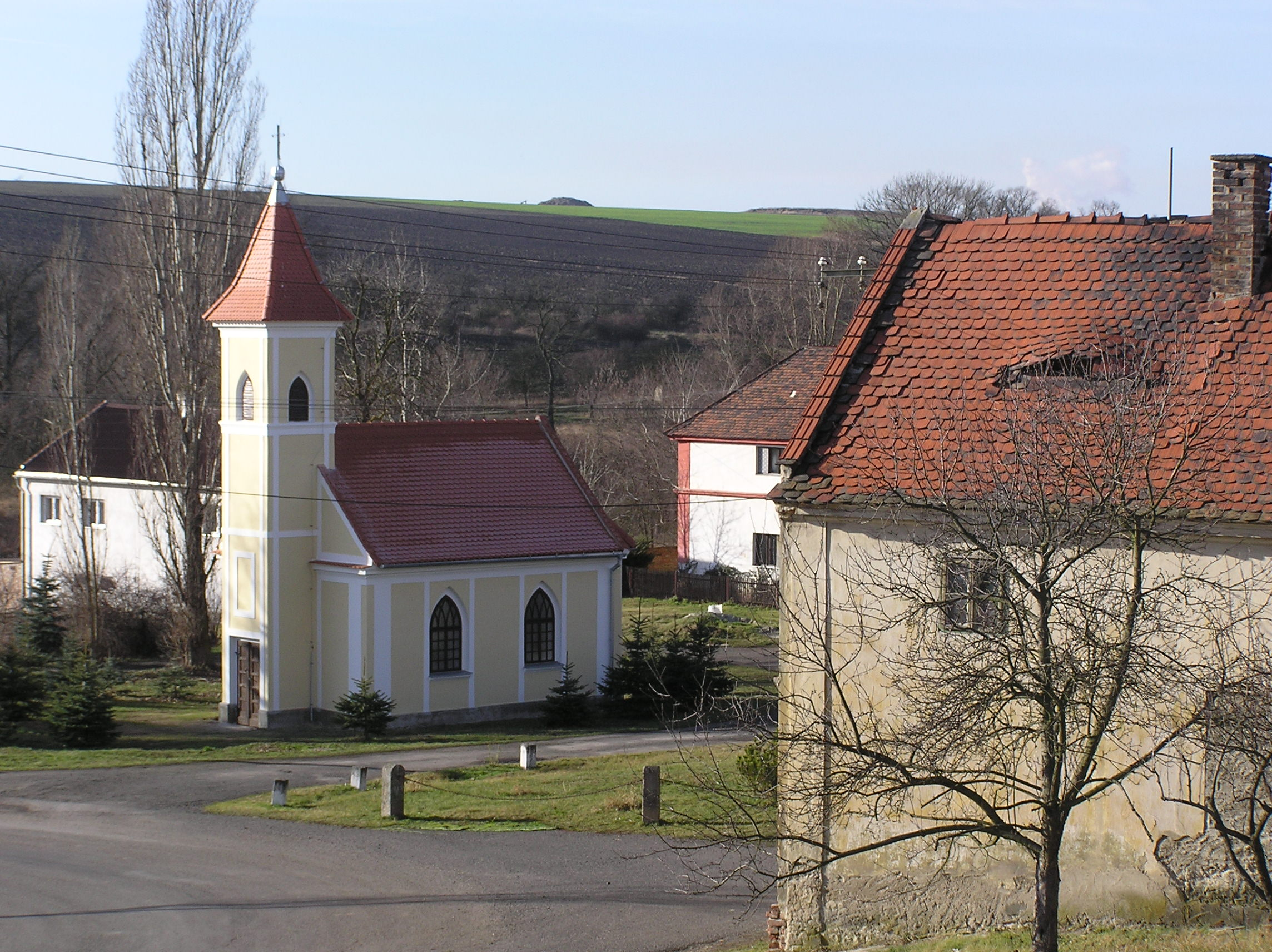
Kaple v Zálezlech

Po zničení oseckého kláštera za husitských válek se Zálezly načas dostaly do rukou šlechty, po obnově kláštera ve 2. polovině 15. století se celé panství Škrle, kam patřily i Zálezly, vrátilo cisterciákům. Třicetiletá válka napáchala v Zálezlech značné škody, nicméně cisterciákům se rychle podařilo celé panství konzolidovat. Soupis poddaných podle víry z roku 1651 uvádí v Zálezlech 59 obyvatel starších 12 let, mladší děti písař nezapsal. Jména obyvatel byla většinou německá, až na jednu výjimku se všichni hlásili ke katolickému vyznání. Podle berní ruly z roku 1654 bylo ve vsi 17 hospodářství, z toho 6 velkých selských. Žádné z nich nebylo opuštěné, stejně jako na celém panství Škrle. V 18. století postihly obec dva velké požáry: 1747 a 1763. Do poloviny 19. století zůstávaly Zálezly přibližně stejně velké jako v předbělohorské době. V roce 1787 zde bylo 33 obytných domů, v roce 1826 o tři více. Na konci 19. století byly Zálezly zemědělskou obcí, největší plochy byly oseté ječmenem. Dobrou pověst měly v té době okurky pěstované na obecním katastru.
Na přelomu 80. a 90. let 19. století u vesnice vznikl malý hnědouhelný důl (zaměstnával dva až pět horníků) Schubertova a Wolfowa těžařstva. Pro malý kapitál a silný konkurenční boj však byl již v roce 1894 uzavřen.
Po roce 1945 bylo německé obyvatelstvo odsunuto a nahrazeno usedlíky z řad volyňských Čechů. Kompletně elektrifikovány byly Zálezly teprve roku 1948. Až do roku 1960 patřila vesnice do chomutovského okresu, pak se stala součástí okresu Louny.

## Obyvatelstvo
Při sčítání lidu v roce 1921 zde žilo 204 obyvatel (z toho 98 mužů) německé národnosti a římskokatolického vyznání. Podle sčítání lidu z roku 1930 měla vesnice 185 obyvatel: dva Čechoslováky, 179 Němců a čtyři cizince. Kromě devíti evangelíků a jednoho člověka bez vyznání se hlásili k římskokatolické církvi.
|                                                                            | 1869 | 1880 | 1890 | 1900 | 1910 | 1921 | 1930 | 1950 | 1961 | 1970 | 1980 | 1991 | 2001 | 2011 |
| -------------------------------------------------------------------------- | ---- | ---- | ---- | ---- | ---- | ---- | ---- | ---- | ---- | ---- | ---- | ---- | ---- | ---- |
| Obyvatelé                                                                  | 219  | 237  | 224  | 216  | 219  | 204  | 185  | 120  | 92   | 57   | 54   | 39   | 19   | 37   |
| Domy                                                                       | 39   | 39   | 39   | 45   | 41   | 38   | 39   | 32   | .    | 18   | 18   | 20   | 20   | 20   |
| Počet domů z roku 1961 je zahrnut v celkovém počtu domů obce Velemyšleves. |      |      |      |      |      |      |      |      |      |      |      |      |      |      |

## Obecní správa a politika
Při volbách do obecních zastupitelstev konaných 22. května 1938 v Zálezlech žilo 142 voličů. Volby však neproběhly, protože kandidátní listinu podala pouze Sudetoněmecká strana, která se tak automaticky stala vítězem voleb.

## Památky
- Nejstarší památkou ve vsi je barokní plastika ukřižovaného Krista z roku 1785, umístěná před čp. 44. Pod skálou, na níž je vztyčen kříž, je reliéf Maří Magdaleny.
- Pseudogotická kaple na návsi byla postavena v roce 1927. Nahradila zvoničku z 19. století. V roce 2006 byla opravena nákladem Obecního úřadu ve Velemyšlevsi, do jehož působnosti Zálezly spadají.
- Klasicistní dům čp. 27, dominanta návsi, pochází z 1. poloviny 19. století. Roku 2017 byl zbořen.
- U silnice na Škrly stojí po pravé straně nově upravený bývalý uzávěr vody na kapličku sv. Huberta. Stalo se tak roku 2016

## Galerie

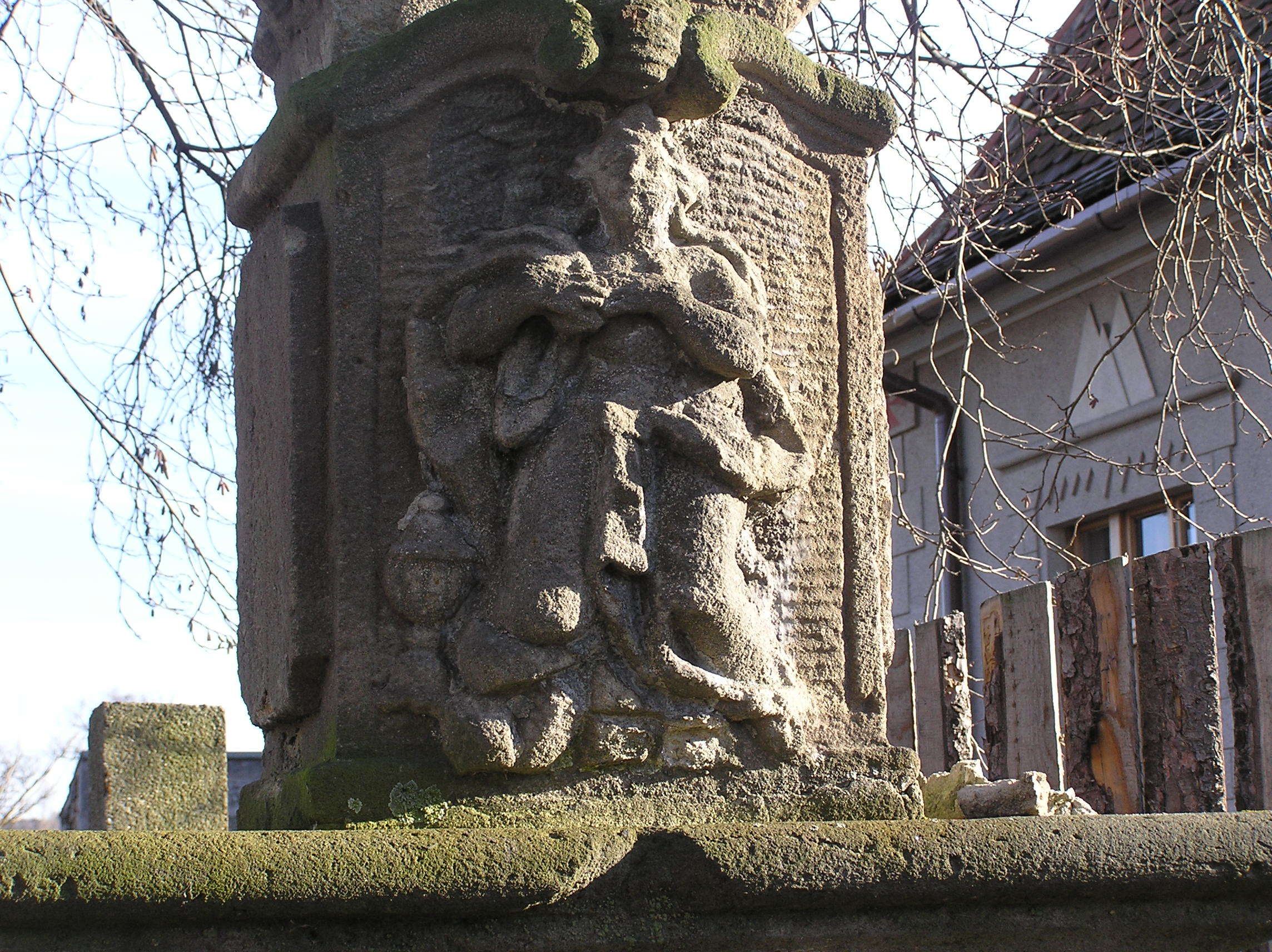
Máří Magdalena na kříži při domě čp. 44
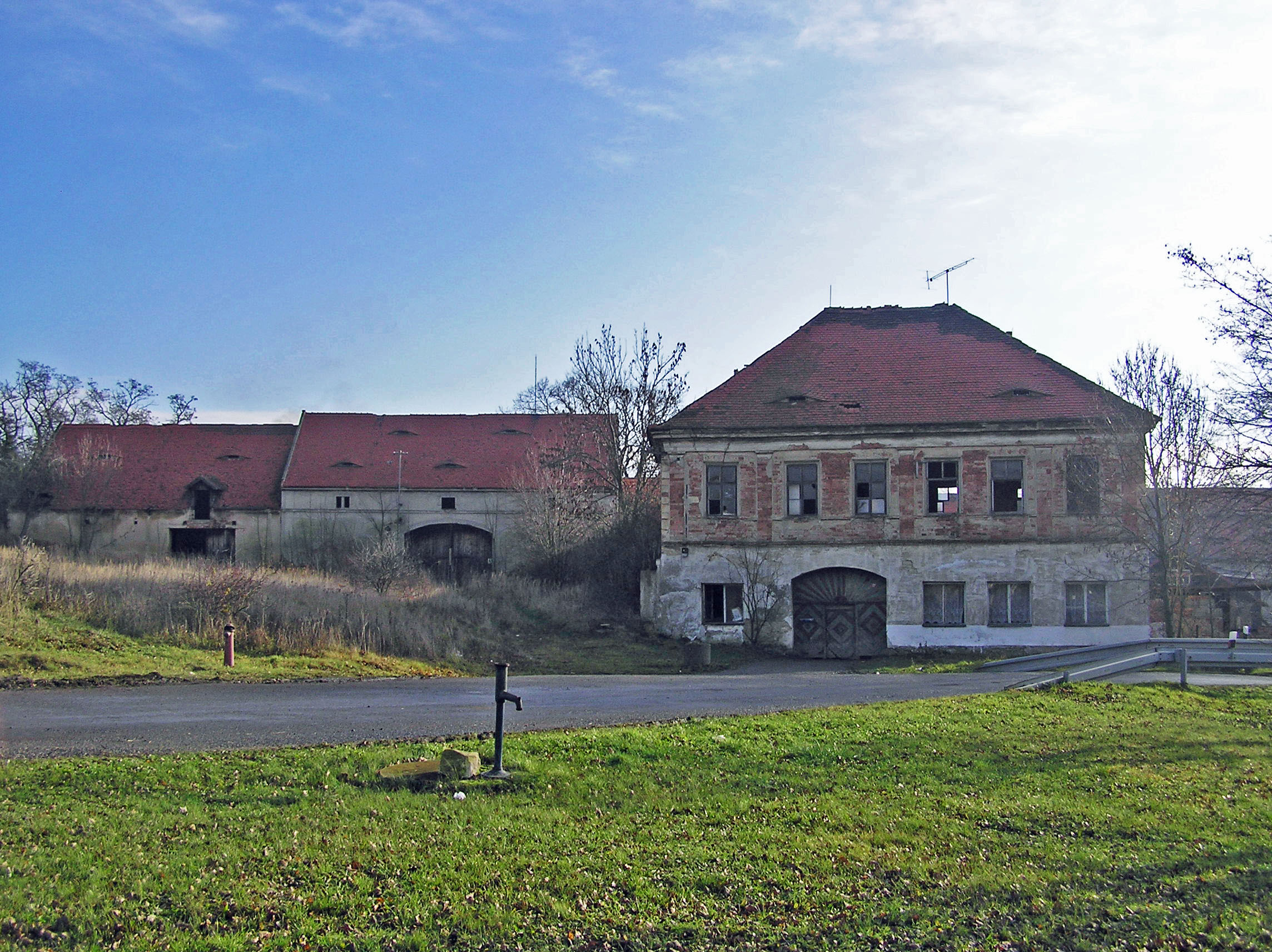
Dům čp. 27 na návsi
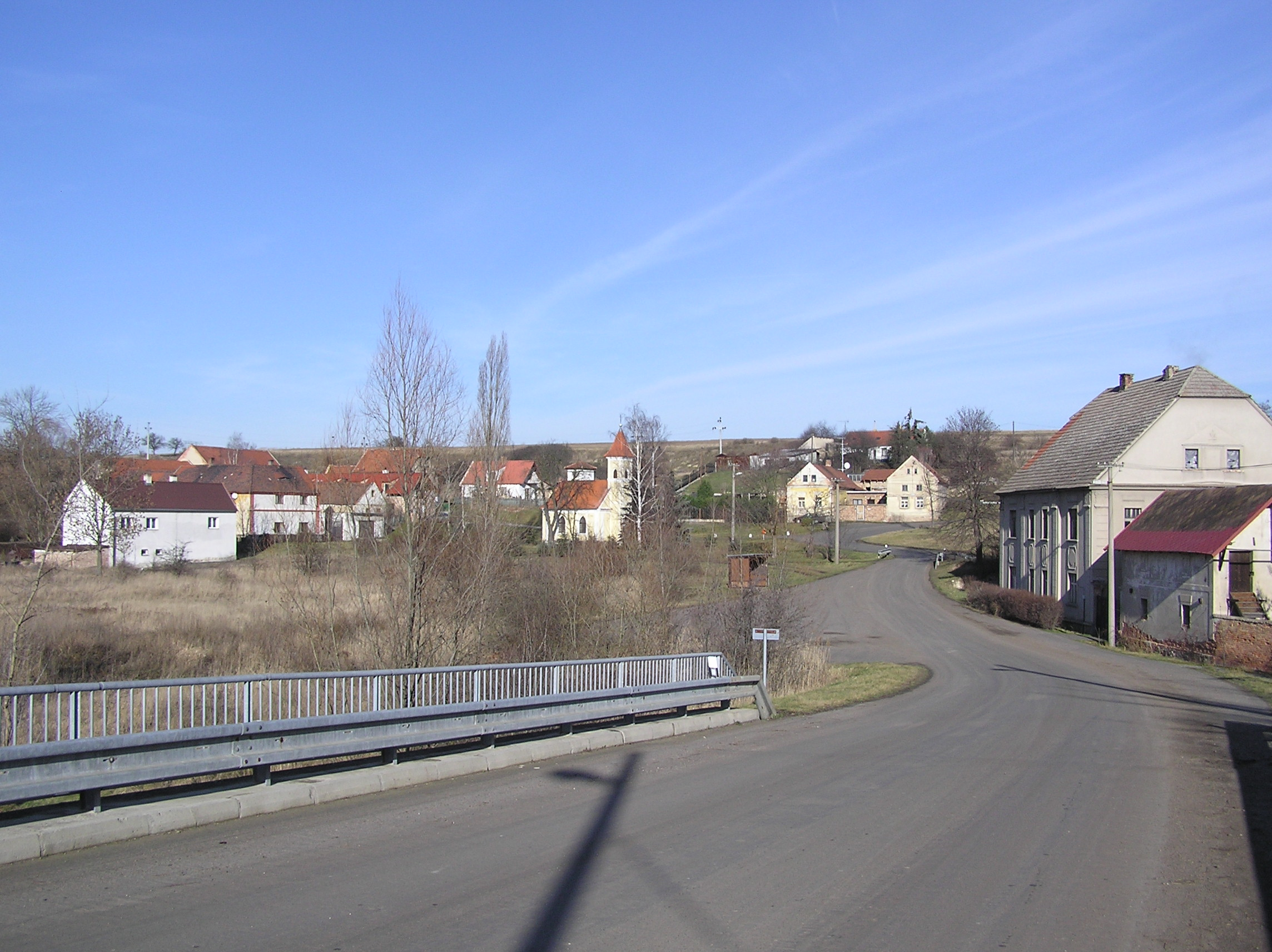
Zálezly od jihu
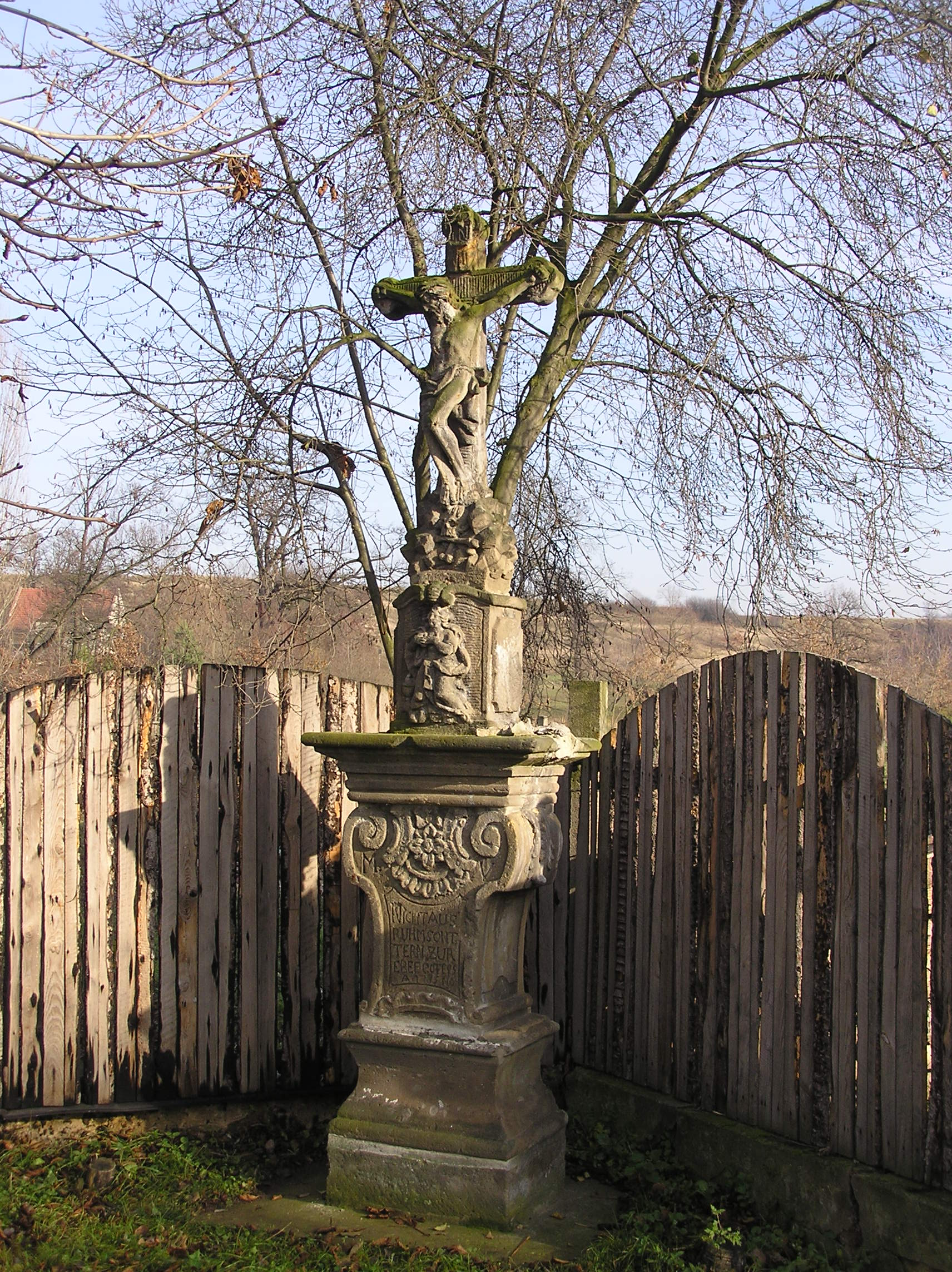
Kříž před čp. 44